# مهرجان أيام فلسطين السينمائية
مهرجان أيام فلسطين السينمائية (2014-)، أطلقت مؤسسة فيلم لاب في مدينة رام الله النسخة الأولى من أيام فلسطين السينمائية عام 2014م، والتي كانت تسمى أيام سينمائية حيث أصبحت تقليدًا سنويًا منذ ذلك الحين. ويقدم المهرجان برنامجاّ فريداّ يتضمن عروض أفلام عالمية للبالغين والأطفال، إلى جانب حلقات نقاش، وورش عمل احترافية للأفلام، وبرامج متخصصة للأطفال وفرص للتواصل. وضع المهرجان فلسطين على خارطة صناعة السينما العالمية والمشهد السينمائي، بالإضافة إلى الترويج للأفلام المحلية والدولية في مدن مختلفة داخل فلسطين.
في عام 2016، أنشىء فيلم لاب مسابقة طائر الشمس وهي مسابقة للأفلام القصيرة والأفلام الوثائقية الطويلة، ومشاريع الأفلام القصيرة التي لها مرجعية قوية إلى فلسطين.

## هدف المهرجان
- تنمية الثقافة السينمائية من خلال عروض الأفلام المحلية والدولية في المدن الفلسطينية، إلى جانب حلقات نقاش، وورش عمل احترافية، وبرامج متخصصة للجيل القادم.[2]
- وضع فلسطين على خارطة صناعة الأفلام العالمية.
- الترويج للأفلام المحلية والدولية للمساهمة في إحياء الثقافة السينمائية في فلسطين.
- زيادة الإهتمام بالعاملين بصناعة الأفلام في فلسطين.
- خلق فرص عمل وتعاون من شأنها تطوير صناعة السينما المحلية، وتشكل أيام سينمائية مساحة للمشاركين المهنيين، والشركاء لتقديم منتجاتهم ومشاركة خبراتهم، والتشبيك فيما بينهم لفرص تنمية مستقبلية.
- خلق منصة تحتفي بالمواهب الفلسطينية الصاعدة من مخرجين ومخرجات من فلسطين والشتات.[3]

## فعاليات المهرجان
تقام بالمهرجان عدة فعاليات منها:
- عرض أفلام سينمائية محلية ودولية للبالغين والأطفال.
- حلقات النقاش، ورشات عمل صناعة الأفلام، وفرص التشبيك مع منتجي وصانعي أفلام دوليين.
- زيارة العديد من المدن الفلسطينية والمؤسسات الفلسطينية للتشبيك معهم وانتشار فعاليات المهرجان.

## جوائز المهرجان
- جائزة "طائر الشمس الفلسطيني"، وهي جائزة دولية، عن فئتَي: "الفيلم الوثائقي الطويل" وقيمتها خمسة آلاف دولار، و"الفيلم القصير" وقيمتها ثلاثة آلاف دولار، بحيث لا تقتصر المنافسة على الأفلام الفلسطينية أو الأفلام التي تتحدث عن فلسطين، كما كانت في الدورات السابقة، بل تتسع لتكون مسابقة لكافة الأفلام التي يتم اختيارها من اللجان ذات الاختصاص للمنافسة، بصرف النظر عن جنسية الفيلم والموضوع الذي يتناوله.
- جائزة الإنتاج، وقيمتها عشرة آلاف دولار، وهي مخصصة لأفلام فلسطينية أو عن فلسطين، بما يعكس رؤية "فيلم لاب" في دعم صناعة الأفلام السينمائية الفلسطينية.
- برنامج "مسارات"، وتذهب في إطاره جائزة الجمهور لفئة "الفيلم الوثائقي الطويل"، وجائزة الجمهور لفئة "الفيلم القصير"، وهذه مخصصة لأفلام فلسطينية أو عن فلسطين خارج المنافسة على جائزة "طائر الشمس الفلسطيني"، وتُمنح جائزتَي "مسارات" للأفلام المنتجة في العامين 2022 و2023 عبر التصويت من قبل الجمهور، ما من شأنه أن يحافظ على كون المهرجان هو المساحة الأكثر شمولية لاحتضان الإنتاجات الفلسطينية على تعدد أشكالها ومصادرها.[5]

## قيل عن المهرجان
بعض الأراء حول المهرجان:
- ربيع عيد، الذي يعيش في مدينة حيفا المحتلة، والذي قال: بالنسبة للمشاركة في مهرجان "أيام فلسطين السينمائية" عنت لي الكثير، لأنها المشاركة الأولى في مهرجان سينمائي بفيلمي الأول «في العودة إلى هبّة أيّار»، في فلسطين، في بلدي وهو أمر أفتخر وأعتز به، والمميّز بمهرجان "أيام فلسطين السينمائية" أنه يدعم أصوات جديدة ومخرجين في بدايات طريقهم، وأنا مازلت أعتبر نفسي في البداية، لذلك الندوات والورشات المبرمجة والأمسيات وجمع الناس مع بعضها خلال أسبوع متكامل في عدة أماكن مختلفة يساعد في تنمية المشهد السينمائي والوثائقي في فلسطين، والهام كذلك أنه يجمع السينمائيين من داخل وخارج فلسطين، لذا أعتبر الأيام من خلال التنظيم المهني والرائع من قبل طاقم المهرجان، لا تقل أهمية عن مهرجانات سينمائية عالمية، فمعايير هذا المهرجان طريقة إدارته والبرمجة هي بالفعل ذات المعايير الدولية، وطبعاً نفتخر في فلسطين أنه رغم كل تضييقات الاحتلال الإسرائيلي وتضييقات الحركة، فإنّ هذا المهرجان يستقطب أشخاص ذو كفاءات وقدرات عالية، ويجمع من حوله الشعب الفلسطيني من مختلف الأماكن إن كان من داخل البلاد أو خارجها، وأيضاً هو نقطة تواصل مع العالم العربي.
- آلاء الداية، التي قالت: مهرجان وطني أعطاني فرصة للتواصل السينمائي مع أهل الاختصاص، وسماع أراء جمهور أوسع من دائرتي المحيطة بي، ومن هنا أرى أهمية أن نتكلم نحن الفلسطينيين عن أنفسنا وبلغتنا. ومن أجمل ما عايشت في هذه الأيام أنها جمعت شمل كل الفلسطينيين، فأرى فيه مخرجين وفنانين من كل مدن فلسطين التاريخية، وهذا أكثر ما يجعلني أشعر بالفرح لأنه يخلق نوع من التواصل الاجتماعي والبصري بالسينما، ولأنه مهم أن نتكلم نحن بصوتنا. أتمنى أن يستمر هذا المهرجان، وتتلقى مهرجانات ومؤسسات سينمائية دعم اجتماعي ودعم مادي يتيح لها الاستمرار بالعمل، واحتضان أفلام فلسطينية تعبر عن السينما الفلسطينية الجديدة.
- عبده الأسدي، مخرج من أبناء فلسطينيي سوريا،: إنّ مشاركة فيلمي «جواز أحمر» في الدورة التاسعة من مهرجان "أيام فلسطين السينمائية" في رام الله، بالنسبة لي حلم تحقّق كونه فيلم يشدّد على التمسك بالهوية الفلسطينية لأبناء الجيل الثاني واكتشاف الهوية الفلسطينية لأبناء الجيل الثالث، وهذه المشاركة في الأيام تعني من وجهة نظري، احتراماً لسردية اللاجئ الفلسطيني الباحث عن حلم العودة إلى وطنه. هذا الفيلم الذي شارك مهرجان يقام في مدينة رام الله، وترشح لجائزة الأفلام القصيرة، يعني بالنسبة لي أننا شعب واحد وأصحاب قضية واحدة ومصير مشترك.
- أنس زهراوي، المخرج السينمائي الفلسطيني- السوري، بالرغم من كوني فلسطيني الجنسية وأعيش في سوريا لم أتوقع قبول فيلم " صيف....مدينة وكاميرا" في أيام فلسطين السينمائية، خصوصاً أن الفيلم لا يتكلم عن أي قضية تتعلق بفلسطين، فهذا بحد ذاته شيء مثير للاهتمام بالنسبة لي وبالنسبة لغيري شيء رائع. ألا وهو أن تقوم هذه المهرجانات والمؤسسات الفلسطينية بدعم مخرجين فلسطينيين من جميع أنحاء العالم مهما كان توجههم الفني مع اختلاف شكله ومضمونه. أما أنا وكفلسطيني في الشتات، يحمل ذات الحلم طويل الأمد وهو زيارة فلسطين، لكن مع صعوبة تحقيق هذا الحلم، فإن مشاركة فيلم لي في فلسطين وفي أقوى مهرجاناتها فهو جزء صغير من نحقيق هذا الحلم، وكأني فعلاً زرت فلسطين ولو بشكل إفتراضي.